# Karl Jansky

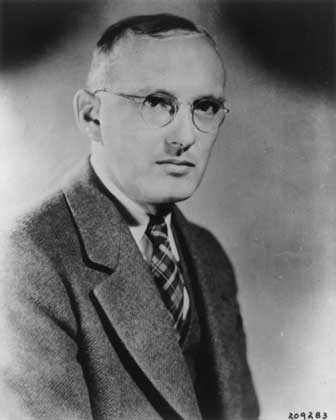
Karl Jansky

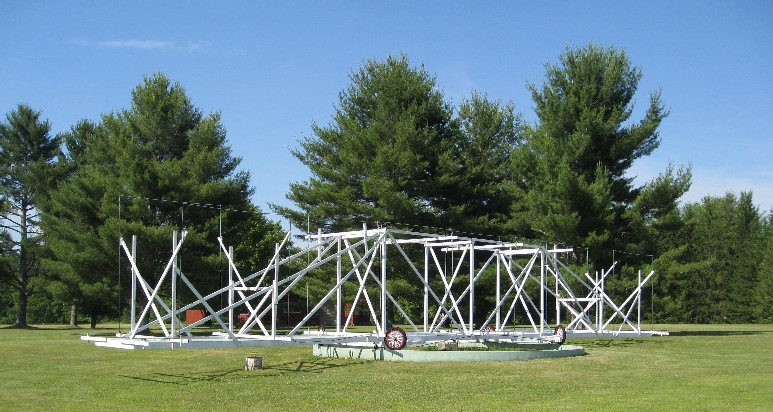
Replica van de eerste radiotelescoop van Jansky

Karl Guthe Jansky (Norman (Oklahoma), 22 oktober 1905 – Red Bank (New Jersey), 14 februari 1950) was een Amerikaans natuurkundige.
Jansky werd geboren in Norman (Oklahoma). Hij studeerde aan de universiteit van Wisconsin en ging na zijn studie werken voor Bell Labs in New Jersey.
In zijn werk, dat gericht was op het gebruik van de kortegolfband voor radiocommunicatie, ontdekte hij twee bronnen van ruis in deze radioverbindingen: directe invloed van onweersbuien in de omgeving en onweersbuien veraf waarvan het signaal door de ionosfeer wordt weerkaatst. 
Op 26-jarige leeftijd deed Jansky de ontdekking van zijn leven: een derde vorm van ruis, die wordt uitgezonden door het centrum van het melkwegstelsel. Met deze ontdekking, dat hemellichamen naast licht ook radiostraling uitzenden, stond hij samen met Grote Reber aan de wieg van de radioastronomie. Het belang daarvan werd echter pas veel later ingezien.
Om Jansky te eren is de astronomische eenheid van radiofluxdichtheid naar hem vernoemd (jansky, afgekort tot Jy). In 2012 werd de Very Large Array hernoemd tot Karl G. Jansky Very Large Array.